# Lacroix-Falgarde
Lacroix-Falgarde är en kommun i departementet Haute-Garonne i regionen Occitanien i södra Frankrike. Kommunen ligger i kantonen Castanet-Tolosan som tillhör arrondissementet Toulouse. År 2022 hade Lacroix-Falgarde 2 047 invånare.

## Befolkningsutveckling
Antalet invånare i kommunen Lacroix-Falgarde
Referens:INSEE